# Sierra de Les Albardes
La sierra de Les Albardes se extiende entre las localidades de Corachar y Bojar, en el municipio castellonense de Puebla de Benifasar, en España.

## Orografía
Sus cimas más altas son la Solana del Rey de 1340 metros de altitud y El Boveral, algo menor, a 1280 metros de altitud.
A lo largo de esta sierra discurre la Cañada de Viñals, con una longitud de 6 kilómetros.